# Philinoidea
Philinoidea Gray, 1850 è una famiglia di molluschi gasteropodi marini appartenenti all'ordine Cephalaspidea.

## Tassonomia
Comprende le seguenti famiglie:
- Aglajidae Pilsbry, 1895 (1847)
- Alacuppidae Oskars, Bouchet & Malaquias, 2015
- Antarctophilinidae Moles, Avila & Malaquias, 2019
- Colpodaspididae Oskars, Bouchet & Malaquias, 2015
- Gastropteridae Swainson, 1840
- Laonidae Pruvot-Fol, 1954
- Philinidae Gray, 1850 (1815)
- Philinoglossidae Hertling, 1932
- Philinorbidae Oskars, Bouchet & Malaquias, 2015
- Scaphandridae G.O. Sars, 1878